# Max von Hausen
Max Clemens Lothar Freiherr von Hausen (ur. 17 grudnia 1846 w Dreźnie, zm. 19 marca 1922 tamże) – saski i niemiecki oficer. Brał udział w wojnie austriacko-pruskiej i francusko-pruskiej, został generałem porucznikiem wojsk saksońskich i ministrem wojny w Królestwie Saksonii. Na początku I wojny światowej dowodził 3 Armią, którą dowodził w bitwach granicznych pod Charleroi i nad Marną. We wrześniu 1914 roku został odwołany ze stanowisk dowódczych z powodu choroby.

## Życiorys

### Wczesne lata
Urodził się 17 grudnia 1846 roku w Dreźnie-Neustadt jako drugi syn Clemensa von Hausena i Anny Wilhelminy von Ammon. Jego matka była córką chirurga i okulisty Friedricha Augusta von Ammona. Po kądzieli był również prawnukiem protestanckiego teologa Christopha Friedricha von Ammona, który go ochrzcił.

### Kariera wojskowa
Wstąpił do armii saksońskiej jako kadet w Królewskiej Saksońskiej Szkole Kadetów. Awansowany na podporucznika w 1864 roku, wstąpił do 3. batalionu strzelców i walczył przeciwko Prusom w wojnie austriacko-pruskiej w 1866 roku; brał udział m.in. w bitwie pod Sadową. Po tej wojnie Saksonia sprzymierzyła się z Prusami i stała się częścią Cesarstwa Niemieckiego, które powstało w 1871 roku. W latach 1871–1874 wykładał w Pruskiej Akademii Wojskowej w Berlinie, a od 1875 do 1887 roku służył w Sztabie Generalnym Armii Cesarstwa Niemieckiego. Będąc szefem sztabu armii saksońskiej w latach 1892–1895, dowodził 32 Dywizją (3 Królewską Saksońską) w latach 1897–1900 oraz XII Korpusem (1 Królewskim Saksońskim) w latach 1900–1902. Pełnił funkcję ministra wojny Królestwa Saksonii w latach 1902–1914, awansując do stopnia generała pułkownika w 1910 roku. W trakcie swojej służby na stanowisku ministra wojny starał się utrzymywać dobre stosunki z armią pruską. W 1914 roku poprosił o przejście na emeryturę po ponad 50 latach służby.

### I wojna światowa
Po mobilizacji w sierpniu 1914 roku Królewska Armia Saksońska stała się niemiecką 3 Armią, a Hausen objął jej dowództwo. Jego armia brała udział w bitwie granicznej, głównie w starciach pod Dinant, gdzie wojska Hausena dokonały bezpardonowej egzekucji ponad 600 mieszkańców, w tym kilkoro kobiet i dzieci (jedno z nich miało zaledwie 3 tygodnie), a także pod Charleroi. On i jego armia byli odpowiedzialni za zniszczenie Reims we wrześniu 1914 roku. Zapytany o to, jak takie czyny ostatecznie zapiszą się w historii, odpowiedział: Powinniśmy sami pisać historię.
Po odwrocie 2 Armii po I bitwie nad Marną, Hausen zobaczył, że jego flanka została odsłonięta i nakazał swoim siłom odwrót. Po ustabilizowaniu się frontu nad rzeką Aisne, 9 września 1914 roku Hausen został odwołany ze stanowiska dowódcy armii z powodu choroby, a jego miejsce zajął gen. Karl von Einem. Hausen nie sprawował już dowództwa polowego podczas wojny i zmarł wkrótce po jej zakończeniu. W ostatnich latach życia zajmował się pisaniem wspomnień.